# 873 Mechtild
873 Mechtild, asteroid glavnog pojasa. Otkrio ga je Max Wolf, 21. svibnja 1917.

## Vanjske poveznice
- Minor Planet Center